# السلطنة المصرية
السلطنة المصرية هو اسم الدولة المصرية تحت الحماية البريطانية بين عامي 1914 و1922، حيث أعلنت الحماية البريطانية على مصر بعد عزل الإنجليز الخديوي عباس حلمي الثاني وتنصيب عمه حسين كامل سلطانا عام 1914 في بداية الحرب العالمية الأولى. وبتغيير اسم الخديوية المصرية للسلطنة المصرية أنهت السيادة الاسمية للعثمانيين على مصر، ووظِّفت لذلك رمزية تغيير اسم الخديوية لسلطنة لمضاهاة لقب رأس الدولة العثمانية؛ «السلطان». في عام 1917، تولى الحكم من بعده أخوه فؤاد الأول الذي لقب بسلطان مصر حتى عام 1922 حيث أعلنت بريطانيا من طرف واحد إنهاء حماية المملكة المتحدة على مصر بما عرف ب «تصريح 28 فبراير 1922» ليصبح هذا التاريخ هو تاريخ تأسيس المملكة المصرية. فتغير لقبه إلى ملك المملكة المصرية.

## التاريخ
بعد فترة وجيزة من بداية الحرب العالمية الأولى، أطاح البريطانيون بالخديوي عباس الثاني من السلطة بسبب مواقفه المؤيدة للعثمانيين. وحل محله عمه حسين كامل، الذي أعلن استقلال مصر عن الدولة العثمانية ونصب نفسه سلطانًا. على الرغم من تقديمها على أنها إعادة تأسيس السلطنة المصرية ما قبل الدولة العثمانية (الدولة المملوكية المصرية التي احتلتها الدولة العثمانية في عام 1517)، إلا أن السلطنة المنشأة حديثًا كانت محمية بريطانية، مع سلطة سياسية وعسكرية فعالة منوطة بالمسؤولين البريطانيين. أدى هذا إلى إنهاء السيادة العثمانية القانونية على مصر، والتي كانت اسمية إلى حد كبير منذ استيلاء محمد علي على السلطة في عام 1805.
أدت معارضة التدخل الأوروبي في الشؤون المصرية إلى ظهور حركة قومية تجمعت وانتشرت: تسببت التصرفات البريطانية خلال الحرب العالمية الأولى في استياء واسع النطاق بين الشعب المصري. وعلى وجه التحديد، شمل ذلك شراء بريطانيا لمخزونات القطن ومصادرة العلف الحيواني بأسعار أقل من السوق، والتجنيد البريطاني لحوالي 500,000 فلاح مصري في فيلق العمل المصري وفيلق نقل الجمال المصري في قوة التجريدة المصرية، واستخدامها البلاد كقاعدة وحامية تسكنها القوات البريطانية والأسترالية وغيرها من القوات الإمبراطورية. بعد الحرب، شعر الاقتصاد المصري بالآثار السلبية لارتفاع الأسعار والبطالة.
عند وفاة حسين كامل، رفض ابنه الوحيد، الأمير كمال الدين حسين، الخلافة، وتولى أحمد فؤاد، شقيق حسين كامل، العرش باسم فؤاد الأول.
وعندما انتهت الحرب، بدأ القوميون المصريون في الضغط على الحكومة البريطانية مرة أخرى من أجل الاستقلال. بالإضافة إلى الأسباب الأخرى، تأثر المصريون بالرئيس الأمريكي وودرو ويلسون، الذي كان يدعو إلى حق تقرير المصير لجميع الأمم. في سبتمبر 1918، قامت مصر بالخطوات الأولى نحو تشكيل وفد للتعبير عن مطالبها بالاستقلال في مؤتمر باريس للسلام. نشأت فكرة الوفد بين الأعضاء البارزين في حزب الأمة، بما في ذلك أحمد لطفي السيد، وسعد زغلول، ومحمد محمود باشا، وعلي الشعراوي، وعبد العزيز فهمي.
في 13 نوفمبر 1918، الذي تم الاحتفال به بعد ذلك في مصر بيوم الجهاد (يوم النضال)، تم منح زغلول وفهمي وشعراوي مقابلة مع الجنرال السير ريجينالد وينجيت ('وينجيت باشا')، المندوب السامي البريطاني. وطالبوا بالاستقلال الكامل بشرط السماح لبريطانيا بالإشراف على قناة السويس والدين العام. وطلبوا أيضًا الإذن بالذهاب إلى لندن لعرض قضيتهم أمام الحكومة البريطانية. وفي نفس اليوم شكل المصريون لهذا الغرض وفدًا هو الوفد المصري (المعروف بالوفد) برئاسة سعد زغلول. رفضت الإدارة البريطانية السماح للوفد بالتوجه إلى لندن.
في 8 مارس، تم القبض على زغلول وثلاثة أعضاء آخرين من الوفد وسجنهم في سجن قصر النيل. وفي اليوم التالي، تم ترحيلهم إلى مالطا، وهو الإجراء الذي أشعل شرارة الانتفاضة الشعبية في مارس/أبريل 1919 والتي شارك فيها المصريون من جميع الطبقات الاجتماعية. ووقعت اشتباكات عنيفة في القاهرة والمدن الإقليمية في الوجه البحري، وخاصة طنطا، وامتدت الانتفاضة إلى الجنوب، وبلغت ذروتها في مواجهات عنيفة في محافظة أسيوط في صعيد مصر.
كما أثار ترحيل الوفديين مظاهرات طلابية وتصاعدت إلى إضرابات واسعة النطاق قام بها الطلاب والمسؤولون الحكوميون والمهنيون والنساء وعمال النقل. وفي غضون أسبوع، أصيبت مصر بأكملها بالشلل بسبب الإضرابات العامة وأعمال الشغب. تم قطع خطوط السكك الحديدية والتلغراف، ورفض سائقو سيارات الأجرة العمل، وفشل المحامون في المثول أمام المحاكم، وسار المتظاهرون في الشوارع وهم يرددون شعارات مؤيدة للوفد ويطالبون بالاستقلال. اندلعت أعمال العنف خلال الثورة بين القوات البريطانية والمتظاهرين المصريين، مما أدى إلى سقوط العديد من القتلى والجرحى من الجانبين.
في 16 مارس، نظم ما بين 150 إلى 300 امرأة مصرية من الطبقة العليا المحجبات مظاهرة ضد الاحتلال البريطاني، وهو الحدث الذي يمثل دخول المرأة المصرية إلى الحياة العامة. وقادت النساء صفية زغلول زوجة زعيم الوفد سعد زغلول. وهدى شعراوي، زوجة أحد أعضاء الوفد الأصليين ومنظمة الاتحاد النسائي المصري؛ ومنى فهمي ويسا. وتظاهرت نساء الطبقات الدنيا في الشوارع إلى جانب الرجال. وفي الريف، شاركت النساء في أنشطة مثل قطع خطوط السكك الحديدية.
تولت نساء الطبقة العليا المشاركات في السياسة لأول مرة أدوارًا رئيسية في الحركة عندما تم نفي القادة الذكور أو اعتقالهم. قاموا بتنظيم الإضرابات والمظاهرات ومقاطعة البضائع البريطانية وكتبوا الالتماسات التي وزعوها على السفارات الأجنبية احتجاجًا على السيطرة البريطانية في مصر.
سبقت مسيرة النساء في 16 مارس يوم واحد أكبر مظاهرة في ثورة 1919. بدأ أكثر من 10,000 معلم وطالب وعامل ومحام وموظف حكومي مسيرة في الأزهر وشقوا طريقهم إلى قصر عابدين حيث انضم إليهم آلاف آخرون، متجاهلين حواجز الطرق والحظر البريطاني. وسرعان ما اندلعت مظاهرات مماثلة في الإسكندرية وطنطا ودمنهور والمنصورة والفيوم. وبحلول صيف عام 1919، قُتل أكثر من 800 مصري، بالإضافة إلى 31 أوروبيًا و29 جنديًا بريطانيًا.
لقد فهم الجنرال وينجيت المندوب السامي البريطاني قوة القوى القومية والتهديد الذي يمثله الوفد للسيطرة البريطانية على مصر وحاول إقناع الحكومة البريطانية بالسماح للوفد بالسفر إلى باريس. ومع ذلك، ظلت الحكومة البريطانية معادية لزغلول والقوميين وتصر على رفض المطالب المصرية بالاستقلال. تم استدعاء الجنرال وينجيت إلى لندن لإجراء محادثات حول الوضع المصري، بينما تم تعيين السير ميلن شيثام قائمًا بأعمال المفوض السامي في يناير 1919.

## ثورة 1919 المصرية
عندما بدأت ثورة 1919، سرعان ما أدرك شيثام أنه غير قادر على وقف المظاهرات واعترف بأن الأمور كانت خارجة عن سيطرته تمامًا. ومع ذلك، أمرته الحكومة في لندن بعدم الاستسلام للوفد واستعادة النظام، وهي المهمة التي لم يتمكن من إنجازها.
قررت لندن استبدال وينجيت بشخصية عسكرية قوية، المشير السير إدموند اللنبي (الذي تم اعطاه لاحقًا لقب الفيكونت اللنبي الأول في أكتوبر من ذلك العام)، وهو أحد أعظم المقاتلين البريطانيين في الحرب العالمية الأولى. وتم تعيينه مفوضًا ساميًا خاصًا ووصل إلى مصر في 25 مارس. وفي اليوم التالي، التقى بمجموعة من القوميين والعلماء المصريين. وبعد إقناع المشير اللنبي بإطلاق سراح قيادات الوفد والسماح لهم بالسفر إلى باريس، وافقت المجموعة المصرية على التوقيع على بيان يحث الشعب على وقف التظاهر. كان اللنبي مقتنعًا بأن هذه هي الطريقة الوحيدة لوقف التمرد، وكان عليه إقناع الحكومة البريطانية بالموافقة. في 7 أبريل، أُطلق سراح زغلول وزملائه واتجهوا إلى باريس.
في مايو 1919، تم تعيين اللورد ميلنر لرئاسة بعثة للتحقيق في كيفية منح مصر "مؤسسات الحكم الذاتي" مع الحفاظ على الحماية وحماية المصالح البريطانية. وصلت البعثة إلى مصر في ديسمبر 1919، لكن قاطعها القوميون الذين عارضوا استمرار الحماية. أعقب وصول بعثة ميلنر إضرابات شارك فيها الطلاب والمحامون والمهنيون والعمال. وأغلق التجار محلاتهم، ووزع المنظمون منشورات تحث المصريين على عدم التعاون مع البعثة.
أدرك ميلنر ضرورة التواصل المباشر مع زغلول، وفي صيف عام 1920 جرت محادثات خاصة بين الرجلين في لندن. ونتيجة لما يسمى باتفاقية ميلنر-زغلول، أعلنت الحكومة البريطانية في فبراير 1921 أنها ستقبل إلغاء المحمية كأساس للتفاوض بشأن معاهدة مع مصر.
في 4 أبريل 1921، قوبلت عودة زغلول إلى مصر بترحيب غير مسبوق، مما أظهر أن الغالبية العظمى من المصريين تدعمه. ومع ذلك، كان اللنبي مصممًا على كسر سلطة زغلول السياسية وبناء مجموعة مؤيدة لبريطانيا يمكن لبريطانيا أن تتعهد لها باستقلال مصر بأمان. وفي 23 ديسمبر، تم ترحيل زغلول إلى سيشيل عبر عدن. وأعقب ترحيله مظاهرات، واشتباكات عنيفة مع الشرطة، وإضرابات للطلاب والموظفين الحكوميين طالت القاهرة والإسكندرية وبورسعيد والسويس ومدن المحافظات مثل طنطا وزفتى والزقازيق وجرجا.

## الاستقلال المصري (1922)
في أعقاب 1 يوليو عام 1921،  وصل رئيس الوزراء المصري عدلي يكن إلى لندن، ليتفاوض مع اللورد كيرزون وزير خارجية بريطانيا، لإنهاء الأحكام العرفية والحماية البريطانية المفروضة على مصر سبع سنوات كاملة، منذ ديسمبر عام 1914، وإنهاء الاحتلال البريطاني ومنح البلاد استقلالها.
عقد كيرزون ستة اجتماعات مع عدلي خلال شهري يوليو وأغسطس واجتمع عدلي مع رونالد ليندساى وكيل وزارة الخارجية البريطانية خلال الشهرين التاليين سبتمبر وأكتوبر.
أما السبب في طول مدى المفاوضات فيرجع إلى أن عدلي يردي أن تنسحب القوات البريطانية إلى منطقة قناة السويس وإعادة وزارة الخارحية المصرية ويكون لمصر حرية التمثيل السياسي في الخارج. وكان كيرزون يطيل المفاوضات أملا في أن تفتر عزيمة مصر. فخشى المندوب السامي البريطاني في مصر أن يؤدي فشل المفاوضات إلى أن يرتفع سعد إلى قمة الثورة.
اقترح اللنبي على مجلس الوزراء – يوم 3 نوفمبر عام 1921 – ان تنسحب القوات البريطانية من القاهرة والإسكندرية إلى مناطق منعزلة خارج المدينتين بعد عام من الهدوء.. إذا تحقق. رفض رئيس الوزراء لويد جورج خوفاً على الأحوال الداخلية في بريطانيا وحتى يبدو متشدداً.
وفي 10 نوفمبر، أي بعد أسبوع قدم كيرزون إلى عدلي مشروع معاهدة جديد وافق عليه مجلس الوزراء البريطاني بمنح مصر استقلالاً ذاتياً بشرط أن تكون سياستها الخارجية متفقة ومتناسقة مع السياسة البريطانية وأن يبقى موقع ومنصب المندوب السامي كما هو ويحتفظ بلقبه وتبقى القوات البريطانية في مصر. ولكن عدلي رفض التنازلات واعتبرها غير كافية. وفي 19 نوفمبر أنهى عدلي المفاوضات.
ويجد عدلي أن قطع المفاوضات خير من قبول شروط إنجلترا حتى يعود إلى مصر دون أن يستطيع أحد التشكيك في وطنيته.
ويطلب كيرزون إلى عدلي ألا ينشر في مصر المقترحات البريطانية وأن يرجئ الاستقالة. أيدت صحيفة واحدة في لندن الحكومة البريطانية. أما باقي الصحف فقد أعلنت بصورة علنية عن شكها في حكمة حكومتها!
ويعود عدلي إلى مصر يوم 5 ديسمبر – بعد خمسة أشهر قضاها في لندن – ويقدم استقالته إلى السلطان أحمد فؤاد – الملك فؤاد فيما بعد – بعد ثلاثة أيام من عودته فيتردد السلطان في قبولها 16 يوماً. أما السبب فيرجع إلى أن السلطان كان يبحث عن مصري يقبل رئاسة الوزارة في ظروف الاحتلال ونفوذ إنجلترا العالمي بعد انتصارها في الحرب العالمية الأولى.
وكان المعتمد البريطاني في مصر أو الحاكم الحقيقي للبلاد هو الفيلد مارشال اللورد اللنبي الذي قاد حملتين عسكريتين ناحجتين ضد تركيا في أثناء الحرب، واستطاع أن يحطم قواتها تماماً وان يسود سوريا وفلسطين ويدخل القدس فاتحاً وغازياً، فاختارته حكومته – وهذا ماضيه – لمنصب المعتمد البريطاني في 25 مارس 1919، في عنفوان الثورة وقمتها فيكون قراره الأول – بعد أسبوع من وصوله – الإفراج عن سعد زغلول من منفاه في مالطة.
في 28 فبراير 1922، أعلنت بريطانيا استقلال مصر من جانب واحد دون أي مفاوضات مع مصر. كانت هناك أربع مسائل "محفوظة تمامًا لتقدير" الحكومة البريطانية حتى يمكن التفاوض على الاتفاقيات المتعلقة بها: أمن اتصالات الإمبراطورية البريطانية في مصر؛ الدفاع عن مصر ضد كل المعتدين أو التدخلات الأجنبية، المباشرة أو غير المباشرة؛ حماية المصالح الأجنبية في مصر وحماية الأقليات؛ والسودان.
وبعد ذلك، مارست بريطانيا السلطة على مصر المستقلة اسميًا بشكل غير رسمي، كما فعلت بين عامي 1882 و1914.
أصبح السلطان أحمد فؤاد هو الملك فؤاد الأول، وعُين ابنه فاروق وريثًا له. ظل المشير اللورد اللنبي في منصب المفوض السامي البريطاني حتى عام 1925. وفي 19 أبريل، تمت الموافقة على دستور جديد. وفي ذلك الشهر أيضاً، صدر قانون انتخابي إيذاناً ببدء مرحلة جديدة في التطور السياسي في مصر – الانتخابات البرلمانية.

## صور

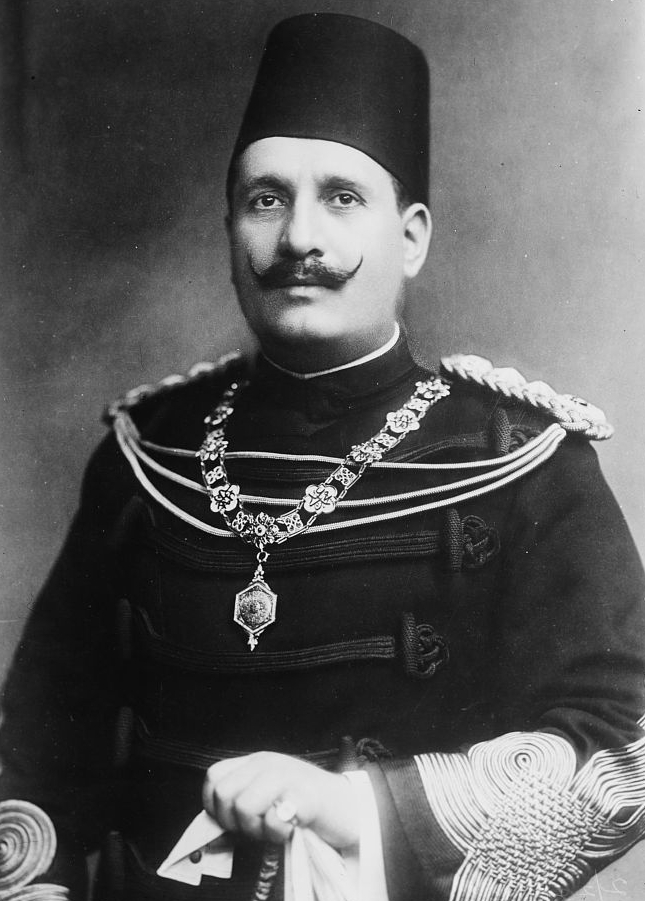
السلطان فؤاد الأول (1917-1922)

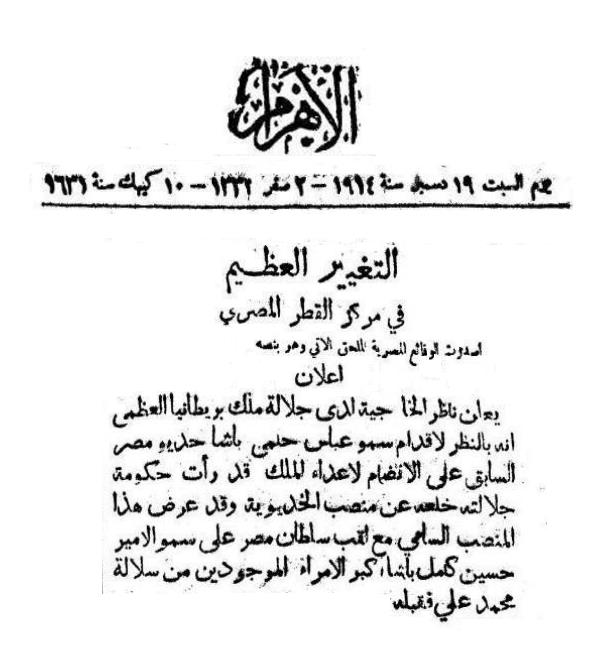
صورة لخبر في جريدة الأهرام عن الوقائع المصرية بخلع عباس حلمي وتنصيب حسين كامل باشا سلطانا لمصر، مؤرخ بتاريخ 19 ديسمبر 1914

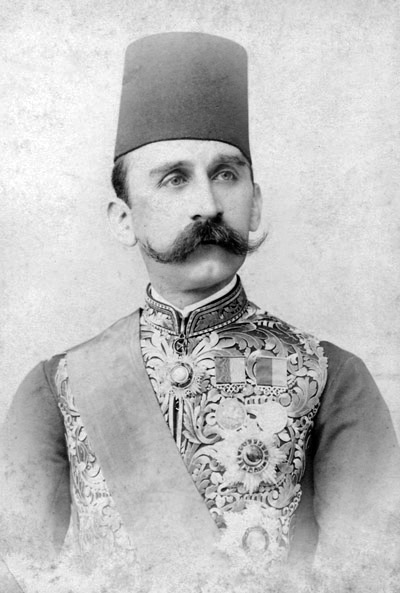
السلطان حسين كامل (1914-1917)

## اقرأ أيضًا
- المملكة المصرية
- سلطان مصر